# کتابخانه دیجیتال نور
پایگاه کتابخانه دیجیتال نور (نورلایب)، یکی از وبگاه‌های وابسته به مرکز تحقیقات کامپیوتری علوم اسلامی است که در مهر ماه ۱۳۸۷ راه اندازی شد.
این پایگاه بر آن است تا کلیه متون و منابع معتبر علوم اسلامی و انسانی را همراه با قابلیت‌های پژوهشی فراوان و ابزارهای تخصصی پیشرفته، در اختیار جامعه علمی و تحقیقاتی جهان قرار دهد.

## موضوعات
قرآن و علوم قرآنی، تفسیر، علوم حدیث، فقه، اصول، ادبیات، اخلاق، کلام و عقاید، فرق اسلامی، آداب و رسوم، تصوف و عرفان، تاریخ، جغرافیا، فلسفه، منطق، علوم سیاسی، علوم پزشکی، علوم تربیتی، علوم اجتماعی، روان‌شناسی، هنر، اطلاع‌رسانی، کتابداری، حقوق و…

## امکانات و قابلیت‌ها
- میز پژوهشی کاربر
  - جستجوی ساده و پیشرفته
  - فهرست‌های الفبایی و موضوعی
  - دانلود نسخه متنی یا تصویری کتاب
  - ایجاد و مدیریت پروژه شخصی
  - نمایه زنی موضوعات کتاب
  - تغییر اندازه قلم متن
  - تغییر زمینه رنگ متن انتخابی
  - فهرست الفبایی نام پدیدآورندگان و ناشران
  - حاشیه‌نویسی و ایجاد یادداشت برای صفحات کتاب
  - ایجاد قفسه‌های شخصی کتاب در اتاق مطالعات شخصی کاربر
  - نشانه گذاری صفحات کتاب برای دسترسی آسان در مراجعه‌های بعدی
  - ابزارهای مدیریت ارجاعات و استناددهی متن برای مستندسازی نتایج پژوهشی از قبیل: Bibtex , Endnote , pajoohyar , Zotero

## افتخارات
- برترین پایگاه کتابخانه‌ای در بخش پایگاه‌های اینترنتی و رسانه‌های برخط ششمین جشنواره بین‌المللی رسانه‌های دیجیتال سال ۱۳۹۱[۲]
- پایگاه برگزیدهٔ داروان در بخش «دین و معارف» یازدهمین جشنواره وب و موبایل ایران در سال ۹۷[۳]